# Ячно (Сокульський повіт)
Ячно (пол. Jaczno) — село в Польщі, у гміні Домброва-Білостоцька Сокульського повіту Підляського воєводства.
Населення — 72 особи (2011).
У 1975-1998 роках село належало до Білостоцького воєводства.

## Демографія
Демографічна структура станом на 31 березня 2011 року:
|          | Загалом | Допрацездатний вік | Працездатний вік | Постпрацездатний вік |
| -------- | ------- | ------------------ | ---------------- | -------------------- |
| Чоловіки | 37      | 7                  | 22               | 8                    |
| Жінки    | 35      | 8                  | 13               | 14                   |
| Разом    | 72      | 15                 | 35               | 22                   |